# Дін Жучан
Дін Жучан 丁汝昌 (Dīng Rǔchāng, 18 листопада 1836 — 12 лютого 1895) — військовий діяч династії Цін, адмірал флоту Бейян 北洋艦隊. Після поразки Китаю у війні з Японією (1894-95) закінчив життя самогубством.

## Біографія
Народився у провінції Аньхой. Хоча й незаможня, його родина мала можливість надати дитині конфуціанську освіту через навчання у приватній школі. Хлопця було приваблено подіями тайпінського повстання 太平運動 (1850—1864), розмах якого розпочав становити загрозу маньчжурській владі в Китаї. У віці 18 років (1854) Дін примкнув до повстання, виступаючи під командуванням генерала Чена Сюеці 程學啟 (1828—1864), також уродженця Аньхой. Після поразки під Аньціном (1861) Чен Сюеці та Дін Жучан перейшли на сторону імперського війська. Дін вступив до Хуайської армії Лі Хунчжана (1823—1901) та брав участь у подавленні тайпінів та повстанців Нянь 捻.
З 1875 — командуючий Бейянського флоту.